# Hōshō (1921)
Hōshō (jap. 鳳翔 „Lecący Feniks”) – japoński lekki lotniskowiec. Pierwszy i ostatni czynny lotniskowiec z grupy okrętów lotniczych japońskiej floty.

## Budowa
Stępkę pod budowę „Hōshō” położono 16 grudnia 1919. Początkowo miał być zbiornikowcem. Po przekwalifikowaniu na lotniskowiec „Hōshō” zaprojektowany został przez zespół, którym kierował Okabe Umezu (współkonstruktor późniejszego lotniskowca „Shōkaku”). Zbudowany został w stoczni w Tsurumi, budowę współfinansował koncern Mitsui. Zwodowano go 13 listopada 1921. Okręt wszedł do służby 27 grudnia 1922 roku, będąc pierwszym okrętem na świecie zbudowanym od razu jako lotniskowiec, a nie przebudowanym z kadłuba istniejącego statku lub okrętu liniowego (jak np. „Kaga” lub „Akagi”). Brytyjski lotniskowiec „Hermes”, będący pierwszym okrętem od początku zaprojektowanym jako lotniskowiec, został wprawdzie rozpoczęty przed „Hōshō”, lecz ukończony później. Planowano też budowę drugiej jednostki tego typu o nazwie „Shōkaku”, lecz zamówienie zostało anulowane (później nazwę tę otrzymał nowy lotniskowiec).
Po wejściu do służby „Hōshō” poddawano modernizacjom. W 1924 zlikwidowano wyspową nadbudówkę po prawej stronie pokładu, która przeszkadzała pilotom przy lądowaniu (powodowała tworzenie się wirów powietrznych). Podczas dużej modernizacji w 1944 wzmocniono oraz wydłużono pokład lotniczy, ze 158,2 m do 180,8 m oraz zwiększono wymiary wind dla samolotów. Okręt miał trzy kominy na prawej burcie, które początkowo można było odchylić o 90° do poziomu podczas operacji lotniczych. W 1936 zamontowano zamiast nich stałe odchylone kominy.
Okręt miał deskowany nieopancerzony pokład lotniczy, po modernizacji w 1944 wystający poza kadłub na dziobie i rufie. Pokład ten wsparty był na ścianach hangaru i kolumnach. Lotniskowiec posiadał jeden hangar o długości ok. 92 m, pozbawiony fragmentu ścian na śródokręciu. Transport samolotów z hangaru zapewniały dwie windy umieszczone w osi symetrii okrętu, w części dziobowej i za śródokręciem. Okręt teoretycznie mógł zabierać 21–26 samolotów, w praktyce liczba ta nie przekraczała 20 maszyn.

## Służba
28 lutego 1923 miał miejsce pierwszy start samolotu z „Hōshō”. Od 1928 „Hōshō” wraz z większą „Kagą” tworzył 1. dywizjon lotniskowców. Po raz pierwszy okręt i jego lotnictwo zostały użyte podczas konfliktu zbrojnego z Chinami (tzw. incydent szanghajski) od 29 stycznia 1932 do marca 1932. Okręt brał następnie aktywny udział w początkowym etapie wojny z Chinami. Od lipca 1937 był w składzie 1. dywizjonu lotniskowców wraz z „Ryūjō”. Jego samoloty wspierały japońskie wojska na lądzie i walczyły z chińskim lotnictwem. W październiku powrócił do Japonii. 1 grudnia 1937 razem z lotniskowcem lekkim „Zuihō” utworzył 3. dywizjon lotniskowców, przydzielony do 1 Floty.
Po wybuchu wojny ze Stanami Zjednoczonymi grupę lotniczą na okręcie zredukowano do 8 samolotów bombowych Nakajima B5N 'Kate', przeznaczonych do działań przeciw okrętom podwodnym. Lotniskowiec „Hōshō” wziął udział w operacji zakończonej bitwą pod Midway 4 czerwca 1942 roku, jako osłona sił głównych pancerników, nie biorąc jednak bezpośredniego udziału w walce lotniskowców. Po zatopieniu czterech japońskich dużych lotniskowców, powstał plan uderzenia na amerykańskie okręty nielicznymi samolotami z ocalałych „Hōshō” i „Zuihō”. Nie został jednak zrealizowany ze względu na słabość sił powietrznych. Po powrocie do Japonii, lotniskowiec – mający już niewielką wartość bojową – był używany jako okręt szkoleniowy. W 1945 zaliczono go do okrętów rezerwowych.
Podczas amerykańskich nalotów na bazę morską w Kure 24, 25 i 28 lipca 1945 „Hōshō” został uszkodzony. Po wojnie został wyremontowany, a następnie użyto go do repatriacji żołnierzy japońskich z Chin. Akcję tę zakończono 16 sierpnia 1946, po czym 30 kwietnia 1947 okręt oddano na złom. Żywot zakończył w 1947 roku w stoczni w Jokohamie, jako ostatni z istniejących japońskich lotniskowców.

## Dane techniczne
- - wymiary pokładu lotniczego: 158,2 m x 22,7 m (180,8 m x 22,7 m od 1944)

### uzbrojenie
- - na początku służby:
    - 4 działa 140 mm (pojedyncze)
    - 2 działa plot 80 mm (pojedyncze)
    - 12 wkm plot 13 mm

  - 1941:
    - 4 działa 140 mm
    - 8 działek przeciwlotniczych 25 mm Typu 96
    - 12 wkm plot 13 mm

  - 1942:
    - 16 działek przeciwlotniczych 25 mm Typu 96

### liczba samolotów
- - orientacyjne składy grupy lotniczej (liczba samolotów):
  - 1932: 9 myśliwców A1N1 (Typ 3), 3 bombowce B1M2 (Typ 13), 3 samoloty rozpoznawcze C1M (Typ 10) (15)
  - 1937: 9 myśliwców A4N1 (Typ 95), 6 bombowców B3Y1 (Typ 92) (15)
  - 1941: 11 myśliwców A5M4 'Claude', 8 bombowców B4Y1 'Jean' (19)
  - 1942: 8 bombowców torpedowych B5N2 'Kate' (8)